# Azaria dei Rossi
Azaria dei Rossi (hebrejsky עזריה בן משה מן האדומים; cca 1513, Mantova – 1578, Ferrara) byl italsko-židovským učencem, historikem a badatelem. Jeho nejvýznamnějším dílem se stala trojdílná kniha Světlo očí.

## Život
O životě Azarii dei Rossi dochovalo jen málo náhodných zmínek, jež se většinou týkají jeho knihy Světlo očí. Jeho rodina (Dei Rossi, v italštině doslova „červení“, hebrejsky pak Adumim) byla starodávnou italskou židovskou rodinou, jež podle rodinné tradice uprchla do Říma spolu ještě s dalšími třiceti rodinami z Palestiny, když pozdější císař Titus zničil roku 70 Jeruzalém. Azarieho sečtělý otec pocházel z města Reggio nell'Emilia a živil se směnárnictvím v Mantově.
V tomto lombardském městě se také Azaria narodil, zřejmě někdy mezi lety 1512–1514. Ve svém dětství obdržel obvyklou židovskou výchovu: studoval Tanach, Mišnu, Talmud a hebrejštinu. Počínaje 13 rokem se učil sám. Oženil se s dcerou mantovského žida, jenž se zabýval poskytováním úvěrů, jež představovalo nejzákladnější obživu tehdejšího evropského židovstva. Později Azaria přesídlil do Boloně a roku 1567 pak do Ferrary. Není známo, čím se živil; podle Leopolda Zunce byl lékařem, on sám však tvrdí, že se zabýval „gramatikou knih“, což lze vyložit jako korektura knih, cenzura či redakce a příprava k tisku. Na jednom místě Azaria dei Rossi připomíná svůj pokus o získání financí na vytištění Maimonidova díla Mišne Tora s komentářem Josefa Kara zvaného Kesef mišne. Kromě vydávání knih je Azaria dei Rossi také pilně četl, až mu lékař zakázal číst knihy v noci při světle svíček.
Kromě židovských knih Azaria dei Rossi studoval také jazyky, například latinu a řečtinu, četl italskou a historiografickou literaturu. Svůj zájem zaměřoval zejména na starověké dějiny, dějiny křesťanství a řeckou a římskou archeologii. Roku 1571 pak začal psát knihu Světlo očí (hebrejsky מאור עיניים, Me'or ejnajim) a během dvou let ji dokončil.
Roku 1575 se mu ve snu zdálo, že během tří let zemře. Sepsal proto svou závěť a roku 1578 skutečně zemřel.

## Světlo očí

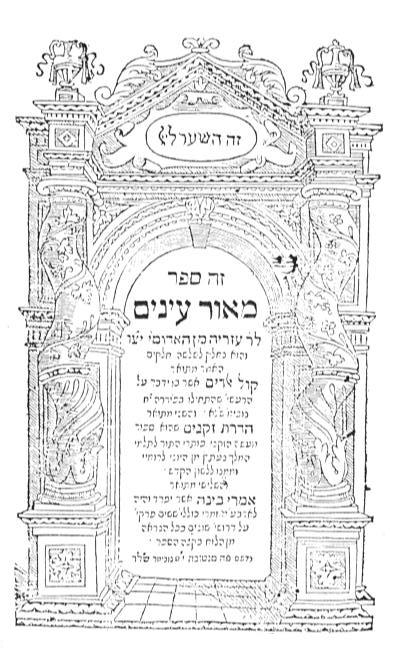
Titulní strana díla Světlo očí

### Obsah díla
Nejzásadnější dílo Azarii dei Rossi představuje kniha Světlo očí (hebrejsky מאור עיניים, Me'or ejnajim). Toto dílo se člení na tři části: Hlas Boží (hebrejsky קול אלוהים, Kol Elohim), Sláva starců (hebrejsky הדרת זקנים, Hadrat zkanim) a Výroky moudrosti (hebrejsky אמרי בינה, Imrej bina).
Hlas Boží popisuje silné zemětřesení, jež Ferraru zasáhlo roku 1570 a při němž zemřelo na dvě stě lidí a mnohé domy se zřítily, včetně domu Azarii dei Rossi. Azaria toto zemětřesení považoval za přímý Boží zásah, silnější než běžné přírodní jevy. Ve chvíli, kdy stál na ulici ve strachu ze zemětřesení, se k němu prý obrátil jeden křesťanský obyvatel města s otázkou, zda existuje hebrejský překlad Aristeova listu (legendy o vzniku Septuaginty). Azaria odvětil, že nikoli, ale hned se posadil a toto dílo během deseti dní přeložil. Tento překlad pak včlenil do Slávy starců, druhé kapitoly svého díla. Ve třetí kapitole, nazvané Výroky moudrosti, přidal výběr šedesáti výroků uspořádaných do čtyř článků. Výroky se týkají agady a midrašů, židovských spisů z dob druhého chrámu, alexandrijských židů, Filóna Alexandrijského, počátků hebrejštiny, hebrejské poezie, knihy Josipon a chronologie dějin izraelského národa.
Z knihy vyplývá, že Azaria dei Rossi vyznával všechny principy židovské víry a vyjadřoval také velkou víru ve správnost kabaly a uznával autoritu halachických učenců. Snažil se však ve svém díle vyřešit nesoulad talmudických vyprávění s běžnou lidskou zkušeností tím, že tvrdil, že v například v případě přírodních jevů se talmudisté mýlili. Dokonce si dovolil pochybovat o některých tradičních názorech, například o autenticitě Aristeova dopisu nebo o připisování autorství knihy Josipon Flaviu Iosephovi. Rovněž zpochybňoval tradovanou chronologii mudrců.
Při tvorbě svých děl Azaria používal množství zdrojů. Kromě tradičních židovských knih a knih nežidovských filosofů (Aristoteles, Platón, Cicero), jež běžně užívali i židovští mudrci, využil také dalších děl, jako například Homéra, Vergilia, Horatia či Ovidia, a zdrojem mu zřejmě byli také církevní otcové a evangelia. Azaria dei Rossi rovněž jako jeden z prvních židovských učenců své doby četl dílo Filóna Alexandrijského.
Styl Světla očí je těžko srozumitelný, mnohé výrazy působí dvojsmyslně a v knize se také často vyskytují aramejské výrazy. Rovněž způsob citování zdrojů není zcela jasný.

### Polemika s dílem
Hned po vytištění Světla očí mnohé židovské autority proti tomuto dílu vystoupily. Zásadní výtky směřovaly proti Azariově pochybnostem ohledně tradice a používání nežidovských děl. Nejhlasitějším kritikem se ukázal Moše Provensali, jenž vydal zákaz tuto knihu číst. Aby autor utišil odpor proti své nové knize, rozhodl se v ní provést několik změn a sepsal také apologetické dílo Tyglík na stříbro (hebrejsky מצרף לכסף, Macref le-kesef). Azaria dei Rossi nakonec nad svými odpůrci vyhrál: drobnými změnami formulací některých tvrzení uklidnil své odpůrce, takže zákaz jeho knihy byl zrušen, přitom však nijak zásadně jejich význam nezměnil. Když si však knihu přečetl safedský rabín Josef Karo, uvalil na ni klatbu. Po nějaké době si však i safedští židé přečetli Azariovu apologii, jež do značné míry otupila jejich odpor.
Po uplynutí nějaké době se však kontroverze ohledně knihy opět vynořily. Maharal ve své knize Be'er ha-gola ostře vystupuje proti názorům Azarii ohledně agady. Ja'akov Emden znovu uvalil na knihu klatbu a přikázal všechny její výtisky spálit, po nějakém čase však klatbu odvolal.
Koncem 18. století se zájem o knihu obnovil, a to zejména zásluhou haskaly.